# Liste der Einträge im National Register of Historic Places im Mason County (Illinois)

Lage des Mason County in Illinois

Die Liste der Einträge im National Register of Historic Places im Mason County in Illinois führt alle Bauwerke und historischen Stätten im Mason County auf, die in das National Register of Historic Places aufgenommen wurden.
| [ 2 ] | Name                  | Bild                  | Eintragsdatum        | Lage                                                                               | Ort    | Beschreibung                                  |
| ----- | --------------------- | --------------------- | -------------------- | ---------------------------------------------------------------------------------- | ------ | --------------------------------------------- |
| 1     | Clear Lake Site       |                       | 1978 ID-Nr. 78001171 | Kreuzung von 1200E und 2600N im Sand Ridge State Forest 40° 26′ 8″ N, 89° 54′ 0″ W | Manito | Reicht bis in das benachbarte Tazewell County |
| 2     | Havana Public Library | Havana Public Library | 1994 ID-Nr. 94000014 | 201 West Adams Street 40° 17′ 57″ N, 90° 3′ 45″ W                                  | Havana |                                               |
| 3     | Havana Water Tower    | Havana Water Tower    | 1993 ID-Nr. 93000325 | Pearl Street Ecke Main Street 40° 18′ 2″ N, 90° 3′ 31″ W                           | Havana |                                               |
| 4     | Rockwell Mound        | Rockwell Mound        | 1987 ID-Nr. 87000679 | Im Rockwell Park, am nördlichen Ende der Orange Street 40° 18′ 18″ N, 90° 3′ 49″ W | Havana |                                               |